# Château de l'Oncheraie
Le château de l'Oncheraie (ou l'Oncheray, Loncheray et Loncherais) est situé en France, dans la commune de La Jaille-Yvon, dans le département de Maine-et-Loire, en région Pays de la Loire.

## Histoire
L'ancien fief et seigneurie de l'Oncherais est mentionné dès 1322, avec pour seigneur Robert de Loncheray.
En 1847, le domaine est acquis par la famille de Messey. Le château entouré d'anciennes douves, un vaste parc et un étang, fut remanié dans un style néo gothique vers 1876, avec à l'arrière deux petites tours et à l'angle sud-est une tour isolée, et à l'angle sud-ouest du logis une chapelle de la fin du XVe siècle ou du début du XVIe siècle.  Les dépendances datent du XVIIIe siècle , et furent complétées par un bûcher et une orangerie au XIXe siècle. 

### Description
D'après Célestin Port en 1878 : « joli château moderne portant un petit clocheton, qu'on entrevoit au passage le long de la rivière »

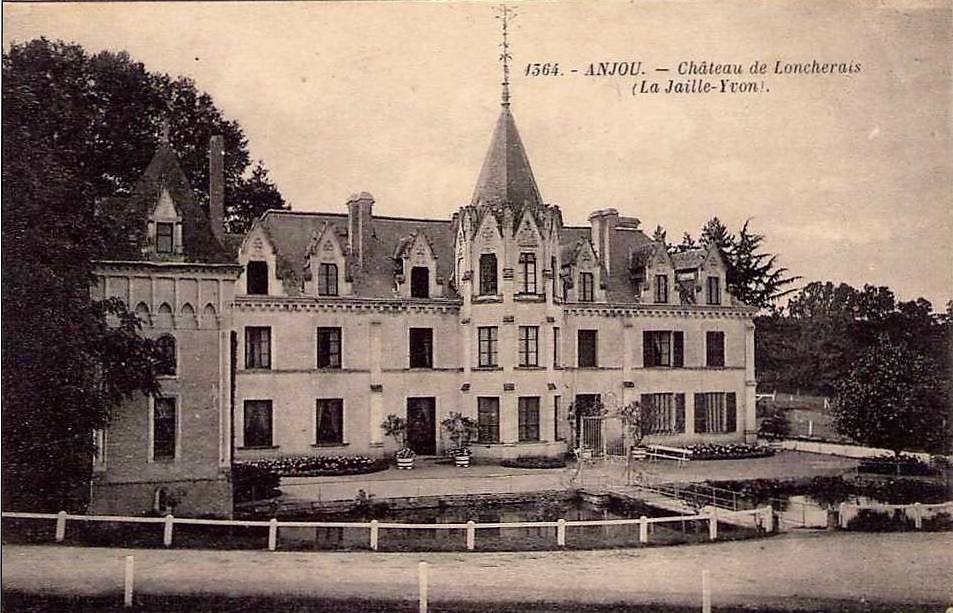
Carte postale, Château de Loncherais (La Jaille-Yvon) vers 1900-1910

Le château est inscrit à l'inventaire des monuments historiques.

## Propriétaires successifs
- 1322 - Robert de Loncheray.
- 1456-1465 - Jean de Loncheray.
- 1498-1509 - Jean de Loncheray.
- 1501-1530 - Alphasard du Chêne, époux de Jacquette de Loncheray.
- 1540 - Jean du Chêne, époux de Claude de Juigné.
- 1592 - René du Chêne, seigneur de Landifer.
- 1627 - Guy Grudé de la Chesnaie.
- 1650 - Pierre Armenault[5]
- 1720 - François Armenault.
- 1745 - Françoise Dézérée, veuve de Pierre Armenault.
- 1765 - Guillaume Sizé, seigneur de Saint-Brice, de Gomer et de Loncheraye.

- 1789 - Jacques-Nicolas-René Gastineau[5]
- 1794 - Simon-Joseph Doublard du Vigneau, époux de Françoise-Renée-Victoire Gastineau.
- 1815 - Joseph-Hippolyte Doublard du Vigneau[6], héritier de Gastineau.

- 1847 - Léon de Messey, époux de Laure Doublard du Vigneau.

## Sources
- Dictionnaire historique, géographique et biographique de Maine-et-Loire, Célestin Port. Version originale 1878 et révisée 1989.
- Archives départementales de Maine-et-Loire.
- Modes de vies au 16e et 17e siècles, décès de Guillaume Sizé, sur Odile-Halbert.com.